# Swiftia africana
Swiftia africana är en korallart som först beskrevs av Kükenthal 1919.  Swiftia africana ingår i släktet Swiftia och familjen Plexauridae. Inga underarter finns listade i Catalogue of Life.